# Laurits Christian Tørsleff
Laurits Christian Tørsleff, född 15 maj 1849 i Assens, död 22 september 1914 i München, var en dansk sångare och sångpedagog.
Tørsleff framträdde på Det Kongelige Teater som tenorsångare, men tappade snabbt rösten. På grundval av Bruno Müller-Brunows metod återvann han dock denna och utvecklade därefter en omfattande och förtjänstfull verksamhet som sångpedagog under en längre tid i Leipzig och München, senare i Köpenhamn. Sångpedagogen Georg Herrmann och flera kända danska och tyska sångare utbildades av honom.